# The New Spirit
The New Spirit è un film del 1942 diretto da Wilfred Jackson e Ben Sharpsteen. È un cortometraggio animato di propaganda per la seconda guerra mondiale, prodotto dalla Walt Disney Productions, uscito negli Stati Uniti il 23 gennaio 1942 e distribuito dalla United Artists.

## Trama
Alla radio trasmettono una canzone patriottica, che Paperino balla. Subito dopo vengono invitati i cittadini a fare la loro parte e Paperino, nonostante un'iniziale demotivazione, accetta di aiutare gli Stati Uniti a sconfiggere le potenze dell'Asse. L'annunciatore mostra quindi a Paperino come compilare correttamente il modulo per l'imposta sul reddito e, una volta fatto, il papero corre dalla California fino a Washington per spedirlo.